# Liste der Biografien/New
Liste der Biografien |
Portal Biografien |
Personensuche
# |
A |
B |
C |
D |
E |
F |
G |
H |
I |
J |
K |
L |
M |
N |
O |
P |
Q |
R |
S |
T |
U |
V |
W |
X |
Y |
Z |
?
 
Na |
Nb |
Nc |
Nd |
Ne |
Nf |
Ng |
Nh |
Ni |
Nj |
Nk |
Nl |
Nm |
Nn |
No |
Nr |
Ns |
Nt |
Nu |
Nv |
Nw |
Nx |
Ny |
Nz
 
Nea |
Neb |
Nec |
Ned |
Nee |
Nef |
Neg |
Neh |
Nei |
Nej |
Nek |
Nel |
Nem |
Nen |
Neo |
Nep |
Ner |
Nes |
Net |
Neu |
Nev |
New |
Nex |
Ney |
Nez
Die Liste der Biografien führt alle Personen auf, die in der deutschsprachigen Wikipedia einen Artikel haben. Dieses ist eine Teilliste mit 435 Einträgen von Personen, deren Namen mit den Buchstaben „New“ beginnt.

## New
- New Jack (1963–2021), US-amerikanischer Wrestler
- New York Nessos-Maler, mittelprotoattischer Vasenmaler
- New, Anthony (1747–1833), US-amerikanischer Politiker
- New, Edith (1877–1951), englisch-britische Suffragette
- New, Gemma (* 1986), neuseeländische Dirigentin und Komponistin
- New, Giles, britischer Schauspieler und Drehbuchautor
- New, Hannah (* 1984), britische Schauspielerin und ModelHannah New (* 1984)

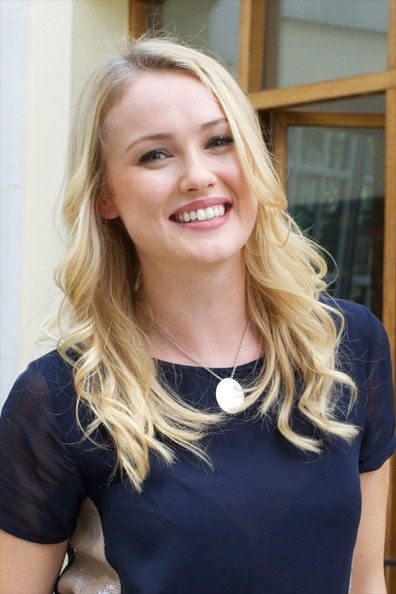
Hannah New (* 1984)

- New, Harry S. (1858–1937), US-amerikanischer Politiker (Republikanische Partei)
- New, Jeptha D. (1830–1892), US-amerikanischer Politiker
- New, John C. (1831–1906), US-amerikanischer Jurist, Bankier, Verleger und Politiker
- New, Maria (1928–2024), US-amerikanische Pionierin der pädiatrischen Endokrinologie

### Newa
- Newald, Fanny (1893–1970), österreichische Malerin
- Newald, Julius (1824–1897), österreichischer Jurist und Politiker, Bürgermeister von Wien und Landtagsabgeordneter
- Newall, Cyril, 1. Baron Newall (1886–1963), britischer Marshal of the Royal Air Force und der 6. Generalgouverneur von Neuseeland (1941–1946)
- Newall, Sybil (1854–1929), britische Bogenschützin
- Newaya Krestos († 1372), Negus (Kaiser) von Äthiopien
- Newaya Mariam († 1382), Negus Negest (Kaiser) von Äthiopien

### Newb
- Newberg, Andrew (* 1966), US-amerikanischer Hirnforscher und Religionswissenschaftler
- Newberger, Eli (1940–2024), US-amerikanischer Kinderarzt, auch Jazzmusiker (Tuba, auch Piano)
- Newbern, Bryana (* 1994), US-amerikanisch-deutsche Handballspielerin
- Newbern, George (* 1964), US-amerikanischer Schauspieler und SynchronsprecherGeorge Newbern (* 1964)

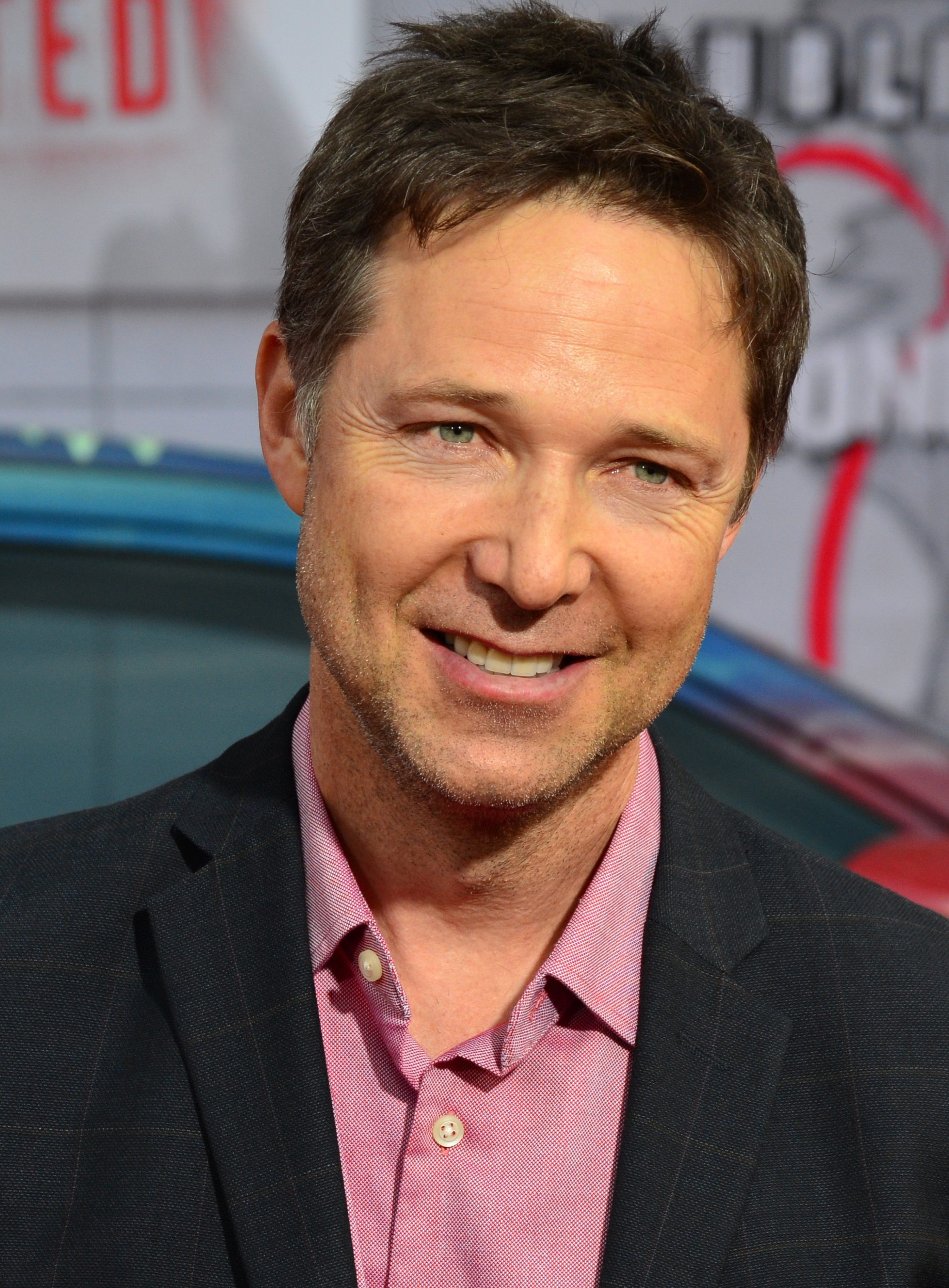
George Newbern (* 1964)

- Newbern, Hambone Willie, US-amerikanischer Blues-Musiker
- Newberry, Booker III (1956–2023), US-amerikanischer Soulsänger und Keyboarder
- Newberry, Devon (* 2000), US-amerikanische Beachvolleyballspielerin
- Newberry, Frederick (* 1941), amerikanischer Literaturwissenschaftler
- Newberry, George (1917–1978), britischer Radrennfahrer
- Newberry, John Stoughton (1826–1887), US-amerikanischer Politiker
- Newberry, John Strong (1822–1892), US-amerikanischer Geologe
- Newberry, Luke (* 1990), britischer Schauspieler
- Newberry, Percy (1868–1949), britischer Ägyptologe und Botaniker
- Newberry, Truman Handy (1864–1945), US-amerikanischer Politiker und Geschäftsmann
- Newberry, Walter C. (1835–1912), US-amerikanischer Politiker
- Newbert, Elmer E. (1861–1939), US-amerikanischer Politiker
- Newbery, Chantelle (* 1977), australische Wasserspringerin
- Newbery, Francis Henry (1855–1946), britischer Maler und Kunstpädagoge
- Newbery, Jessie (1864–1948), schottisch-britische Stickerin, Designerin, Hochschullehrerin und Suffragette
- Newbery, John (1713–1767), englischer Verleger und Buchhändler
- Newbery, Jorge (1875–1914), argentinischer Luftfahrtpionier
- Newbery, Robert (* 1979), australischer Wasserspringer
- Newbigin, Lesslie (1909–1998), britischer reformierter Theologe, Missionar, Generalsekretär, anglikanischer Bischof und Missiologe
- Newbold, Joshua G. (1830–1903), US-amerikanischer Politiker
- Newbold, Stephen (* 1994), bahamaischer Sprinter
- Newbold, Thomas (1760–1823), US-amerikanischer Politiker
- Newbold, Thomas John (1807–1850), britischer Orientalist und Offizier
- Newbolt, Henry (1862–1938), britischer Dichter und Historiker
- Newborn, Calvin (1933–2018), US-amerikanischer Jazzgitarrist des Modern Jazz
- Newborn, Ira (* 1949), US-amerikanischer Filmkomponist
- Newborn, Monty (* 1938), kanadischer Informatiker
- Newborn, Phineas (1931–1989), US-amerikanischer Jazz-Pianist und -komponist
- Newbould, Brian (* 1936), britischer Komponist, Dirigent und Musikforscher
- Newbould, Sam (* 1990), britischer Jazzmusiker (Saxophon)
- Newbrook, Peter (1920–2009), britischer Kameramann und Filmproduzent mit einem Ausflug in die Filmregie
- Newbrough, Ashley (* 1987), US-amerikanische Schauspielerin
- Newbry, Earl T. (1900–1995), US-amerikanischer Geschäftsmann und Politiker (Republikanische Partei)
- Newburn, Tim (* 1959), britischer Soziologe und Kriminologe
- Newbury, Kris (* 1982), kanadischer Eishockeyspieler und -trainer
- Newbury, Mickey (1940–2002), US-amerikanischer Sänger und Songwriter
- Newbury, Steve (* 1956), walisischer Snookerspieler
- Newby, Eric (1919–2006), englischer Schriftsteller
- Newby, Frank (1926–2001), britischer Bauingenieur
- Newby, Howard (* 1947), britischer Soziologe, Rektor (Vice-Chancellor) der University of Liverpool
- Newby, Maurice (* 1967), US-amerikanisch-französischer Basketballspieler
- Newby, Percy Howard (1918–1997), britischer Schriftsteller und Radiojournalist
- Newby, Richard, Baron Newby (* 1953), britischer Verwaltungsbeamter, Manager und Politiker
- Newby-Fraser, Paula (* 1962), südrhodesisch-US-amerikanische Triathletin

### Newc
- Newcom, James E. (1905–1990), US-amerikanischer Filmeditor
- Newcomb, Carman A. (1830–1902), US-amerikanischer Politiker
- Newcomb, Clyde, US-amerikanischer Jazzmusiker
- Newcomb, Patricia (* 1930), amerikanische Filmproduzentin und -publizistin
- Newcomb, Simon (1835–1909), kanadischer Astronom und Mathematiker
- Newcomb, Theodore M. (1903–1984), US-amerikanischer Psychologe
- Newcombe, Bertha (1857–1947), britische Malerin und Suffragette
- Newcombe, Don (1926–2019), US-amerikanischer Baseballspieler
- Newcombe, John (* 1944), australischer TennisspielerJohn Newcombe (* 1944)

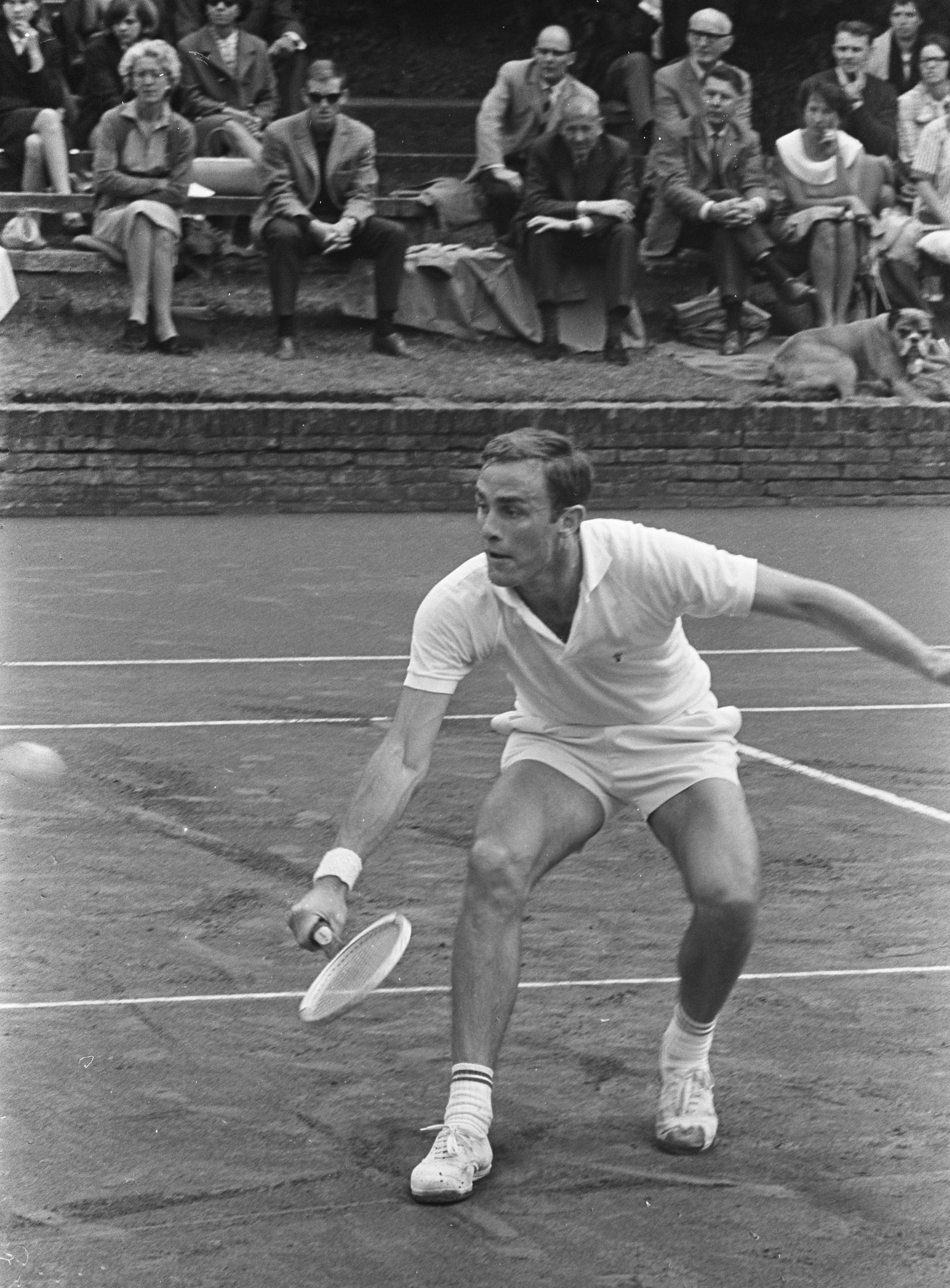
John Newcombe (* 1944)

- Newcombe, Nora (* 1951), US-amerikanische Psychologin und Hochschullehrerin
- Newcombe, Sonja Elisabeth (* 1988), US-amerikanische Volleyballspielerin
- Newcombe, Stewart F. (1878–1956), britischer Beamter und Offizier
- Newcombe, Warren (1894–1960), US-amerikanischer Spezialeffektkünstler, Matte Painter und Szenenbildner
- Newcome, James (* 1953), britischer Bischof der Anglikanischen Gemeinschaft, Mitglied des House of Lords
- Newcomen, Thomas (1663–1729), englischer Erfinder
- Newcomer, Carrie (* 1958), US-amerikanische Singer-Songwriterin
- Newcomer, Francis K. (1889–1967), US-amerikanischer Offizier

### Newd
- Newdach, Pawel (* 1976), kasachischer Radrennfahrer
- Newdegate, Francis (1862–1936), britischer Politiker und Gouverneur von Tasmanien und Western Australia
- Newdow, Michael (* 1953), US-amerikanischer Arzt und Rechtsanwalt

### Newe
- Neweklowsky, Gerhard (* 1941), österreichischer Slawist
- Newell, Alan C. (* 1941), irischer Mathematiker
- Newell, Alex (* 1992), US-amerikanischer Schauspieler und SängerAlex Newell (* 1992)

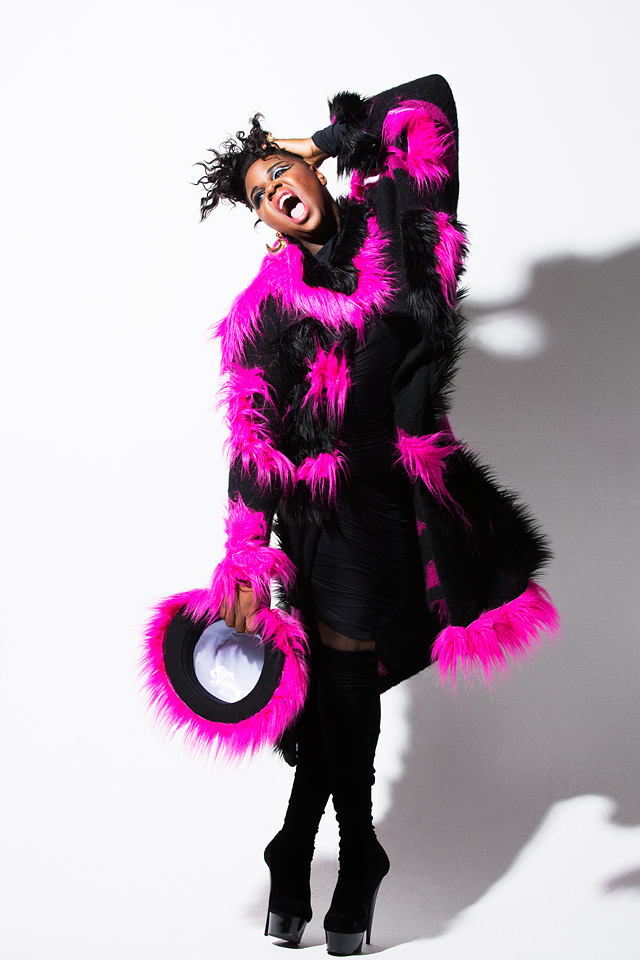
Alex Newell (* 1992)

- Newell, Allen (1927–1992), amerikanischer Informatiker und Kognitionspsychologe
- Newell, Andrew (* 1983), US-amerikanischer Skilangläufer
- Newell, Anicka (* 1993), kanadische Stabhochspringerin
- Newell, Barbara W. (* 1929), US-amerikanische Wirtschaftswissenschaftlerin und Hochschullehrerin
- Newell, Edward T. (1886–1941), US-amerikanischer Numismatiker
- Newell, Frederick Buckley (1890–1979), evangelisch-methodistischer Theologe und Bischof
- Newell, Gabe (* 1962), US-amerikanischer SpieleentwicklerGabe Newell (* 1962)

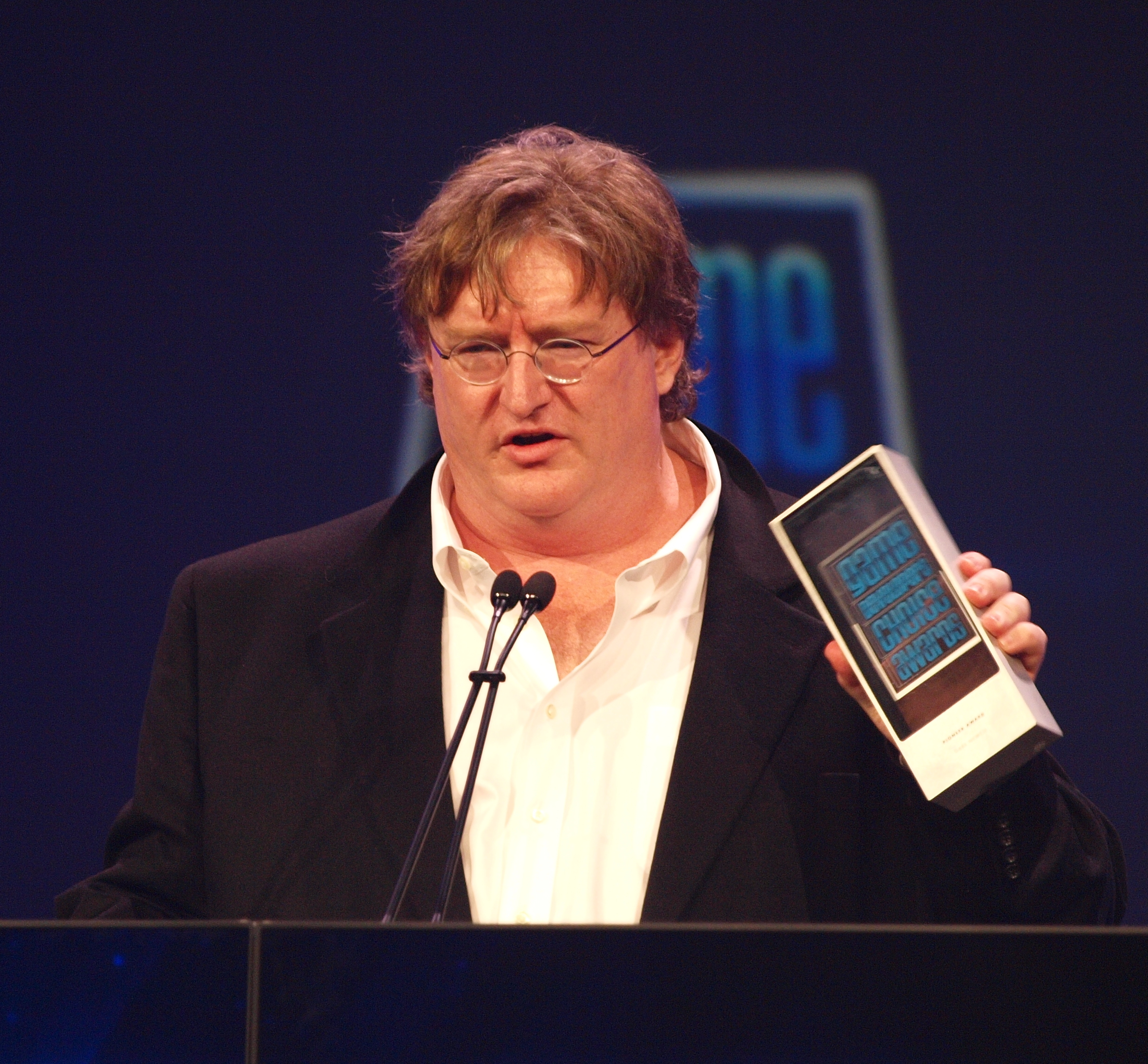
Gabe Newell (* 1962)

- Newell, George (* 1997), englischer Fußballspieler
- Newell, Harlan W. (1916–2012), amerikanischer Offizier, Ehrenbürger von Aschersleben
- Newell, Harold († 1944), englischer Fußballspieler
- Newell, Hugh (1830–1915), irisch-amerikanischer Maler
- Newell, Jasper (* 2002), US-amerikanischer Schauspieler und Synchronsprecher
- Newell, Joe (* 1993), englischer Fußballspieler
- Newell, Mike (* 1942), britischer Regisseur
- Newell, Mike (* 1965), englischer Fußballspieler und -trainer
- Newell, Norman (1919–2004), britischer Musikproduzent und Songtexter
- Newell, Norman D. (1909–2005), US-amerikanischer Paläontologe
- Newell, Patrick (1932–1988), britischer Schauspieler
- Newell, Peter (1915–2008), US-amerikanischer Basketballtrainer und -funktionär
- Newell, Peter Sheaf Hersey (1862–1924), US-amerikanischer Kinderbuchautor, Illustrator und Comiczeichner
- Newell, William A. (1817–1901), US-amerikanischer Politiker
- Newelskoi, Gennadi Iwanowitsch (1813–1876), russischer Admiral und Forschungsreisender
- Newen, Albert (* 1964), deutscher Philosoph
- Newerkla, Franz (1896–1973), österreichischer Aktivist der Zwischenkriegszeit
- Newerkla, Josef (* 1948), österreichischer Autor, Poet und Theaterregisseur
- Newerkla, Nikolaus (* 1974), österreichischer Cembalist, Arrangeur und Ensembleleiter
- Newerkla, Stefan Michael (* 1972), österreichischer Sprachwissenschaftler und Slawist
- Newerla, Armin (1946–2015), deutscher Rechtsanwalt
- Newerla, Wolfgang (* 1963), deutscher Sänger (Bariton)
- Newerly, Igor (1903–1987), polnischer Schriftsteller und Pädagoge
- Newerow, Alexander Sergejewitsch (1886–1923), russischer Schriftsteller
- Newerow, Sergei Iwanowitsch (* 1961), russischer Politiker
- Newes, Martha Maria (1894–1984), deutsche Schauspielerin bei Bühne und Film
- Neweschin, Wiktor Petrowitsch (1906–1974), sowjetischer Filmregisseur
- Newey, Adrian (* 1958), britischer technischer Direktor von Red Bull RacingAdrian Newey (* 1958)

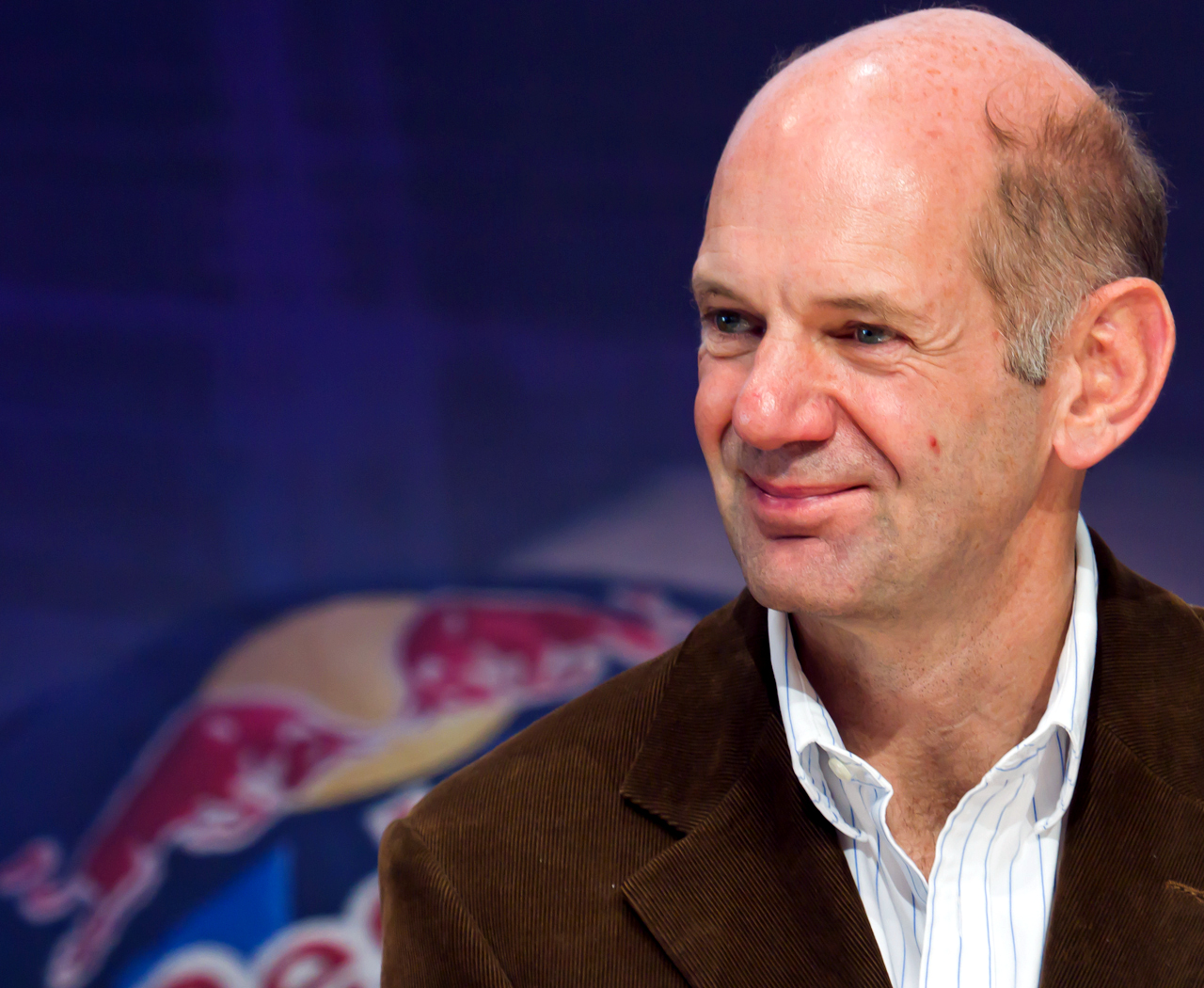
Adrian Newey (* 1958)

- Newey, Harrison (* 1998), britischer Automobilrennfahrer
- Newey, Paul (* 1968), britischer Unternehmer und Pokerspieler
- Newey, Whitney (* 1954), US-amerikanischer Wirtschaftswissenschaftler und Hochschullehrer

### Newf
- Newfield, Alexa (* 1991), US-amerikanische Fußballspielerin
- Newfield, Sam (1899–1964), US-amerikanischer Filmregisseur, Produzent und Drehbuchautor

### Newg
- Newgarden, Josef (* 1990), US-amerikanischer Automobilrennfahrer
- Newgren, Greta Danielle, US-amerikanische Schauspielerin

### Newh
- Newhall Follett, Barbara (* 1914), US-amerikanische Schriftstellerin
- Newhall, Beaumont (1908–1993), US-amerikanischer Autor, Kunst- und Fotohistoriker, Fotograf und Kurator
- Newhall, J. Lincoln (1870–1952), US-amerikanischer Politiker
- Newhard, Peter (1783–1860), US-amerikanischer Politiker
- Newhart, Bob (1929–2024), US-amerikanischer Schauspieler und Komiker
- Newhook, Alex (* 2001), kanadischer Eishockeyspieler
- Newhook, Ron (* 1977), kanadischer Eishockeyspieler
- Newhouse, Dan (* 1955), US-amerikanischer Politiker der Republikanischen Partei
- Newhouse, Donald (* 1930), US-amerikanischer Unternehmer
- Newhouse, Flower A. (1909–1994), US-amerikanische Autorin
- Newhouse, Fred (1948–2025), US-amerikanischer Sprinter
- Newhouse, Jonathan (* 1953), US-amerikanischer Journalist und Medienmanager
- Newhouse, Mark (* 1985), US-amerikanischer Pokerspieler
- Newhouse, S. I. junior (1927–2017), US-amerikanischer Verleger
- Newhouse, Sheldon (* 1942), US-amerikanischer Mathematiker
- Newhouser, Hal (1921–1998), US-amerikanischer Baseballspieler in der Major League Baseball

### Newi
- Newid, Mehr-Ali (* 1950), deutscher Orientalist
- Newig, Jens (* 1970), deutscher Geoökologe und Umweltwissenschaftler
- Newig, Jürgen (1941–2015), deutscher Geograph und Geographiedidaktiker
- Newiger, Albert (1889–1956), deutscher Offizier, zuletzt Generalmajor im Zweiten Weltkrieg
- Newiger, Hans-Joachim (1925–2011), deutscher Klassischer Philologe
- Newin Chidchob (* 1958), thailändischer Politiker
- Newitz, Annalee (* 1969), amerikanische Journalist/in, Schriftsteller/in und Herausgeber/in

### Newk
- Newkid (* 1990), schwedischer R&B-Sänger und Rapper
- Newkirk, Eunice (1939–2023), US-amerikanische Sängerin
- Newkirk, Ingrid (* 1949), britisch-amerikanische Tierschutz-AktivistinIngrid Newkirk (* 1949)

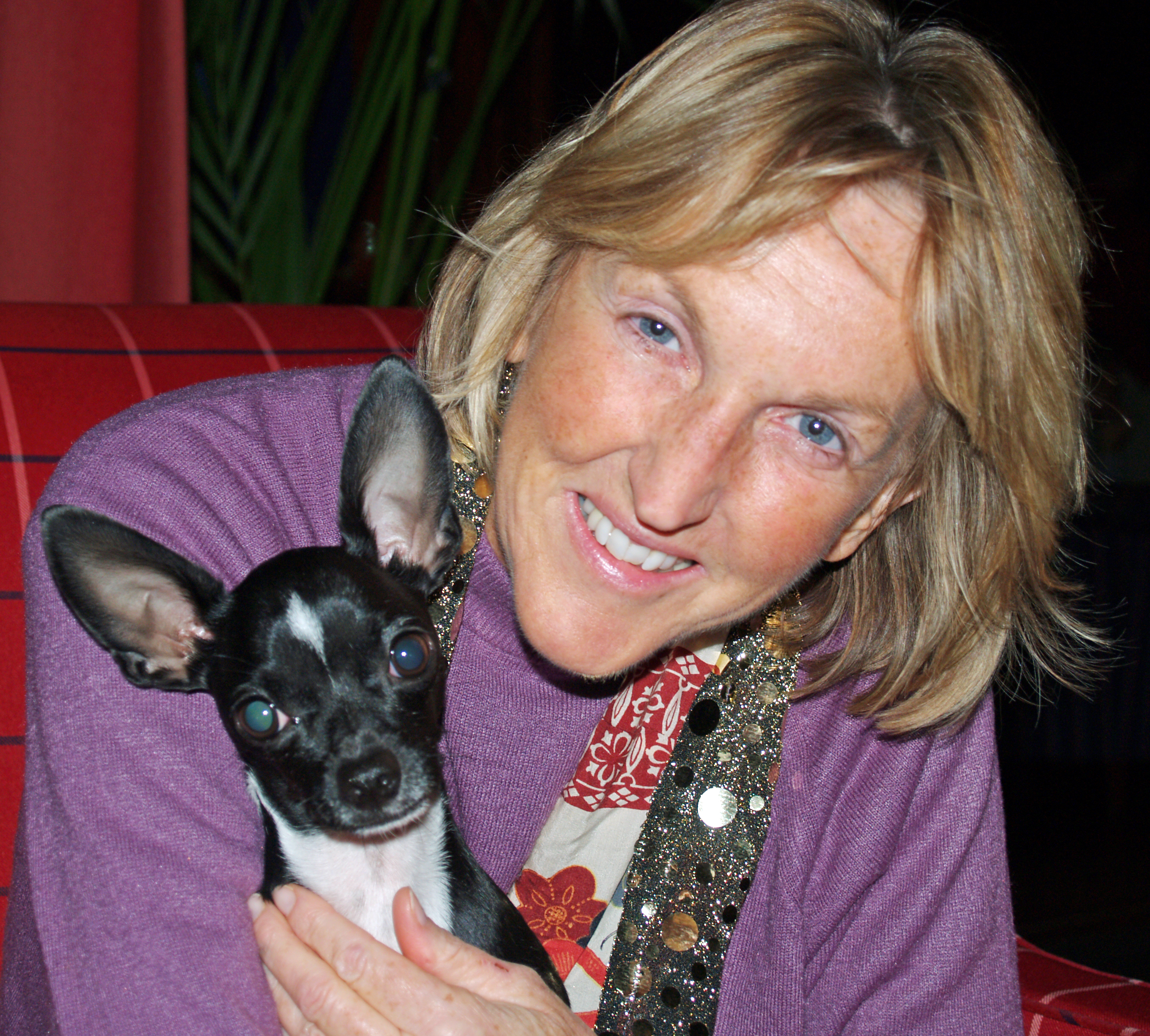
Ingrid Newkirk (* 1949)

- Newkome, George R. (* 1938), US-amerikanischer Chemiker

### Newl
- Newland, Courttia (* 1973), britischer Rapper, Musikproduzent sowie Roman- und Drehbuchautor
- Newland, John (1917–2000), US-amerikanischer Filmregisseur, Schauspieler, Filmproduzent und Drehbuchautor
- Newland, Marv (* 1947), US-amerikanischer Animator und Filmproduzent
- Newland, Rens (* 1953), niederländischer Gitarrist
- Newland, Victor (1876–1953), australischer Unternehmer, Soldat und Politiker
- Newland, William C. (1860–1938), US-amerikanischer Politiker
- Newlander, Jamison (* 1970), US-amerikanischer Schauspieler
- Newlands, Francis G. (1846–1917), US-amerikanischer Politiker
- Newlands, Gavin (* 1980), schottischer Politiker
- Newlands, Harry Scott (1884–1933), britischer Kolonialgouverneur
- Newlands, Henry William (1862–1954), kanadischer Richter und Politiker
- Newlands, John (1864–1932), australischer Politiker, Präsident des Australischen Senats
- Newlands, John A. R. (1837–1898), englischer Chemiker
- Newley, Anthony (1931–1999), englischer Schauspieler, Sänger, Songwriter
- Newley, Brad (* 1985), australischer Basketballspieler
- Newlin, Dika (1923–2006), US-amerikanische Komponistin, Musikwissenschaftlerin und -pädagogin
- Newlinski, Michael von (1891–1964), österreichischer Schauspieler
- Newlove, Helen, Baroness Newlove (* 1961), britische Politikerin

### Newm
- Newman Valenzuela, José Gabriel (* 1950), mexikanischer Botschafter
- Newman, Alec (* 1974), schottischer Theater- und FilmschauspielerAlec Newman (* 1974)

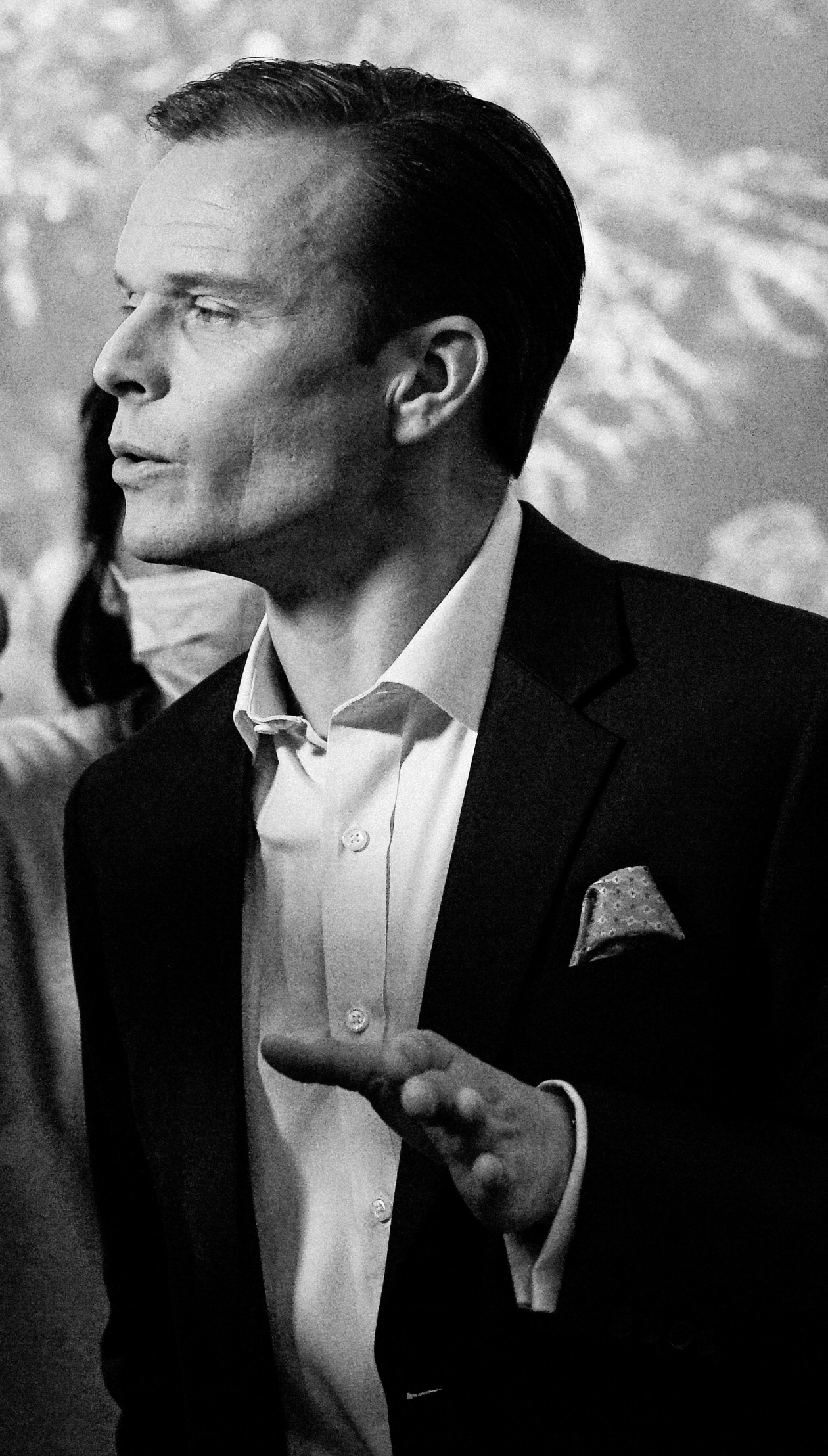
Alec Newman (* 1974)

- Newman, Alexander (1804–1849), US-amerikanischer Politiker
- Newman, Alfred (1900–1970), US-amerikanischer Komponist
- Newman, Alysha (* 1994), kanadische Stabhochspringerin
- Newman, Arnold (1918–2006), US-amerikanischer Porträtfotograf
- Newman, Arthur Samuel (1862–1943), englischer Ingenieur im Bereich der Fotografie
- Newman, Barnett (1905–1970), US-amerikanischer Maler und Bildhauer
- Newman, Barry (1930–2023), US-amerikanischer SchauspielerBarry Newman (1930–2023)

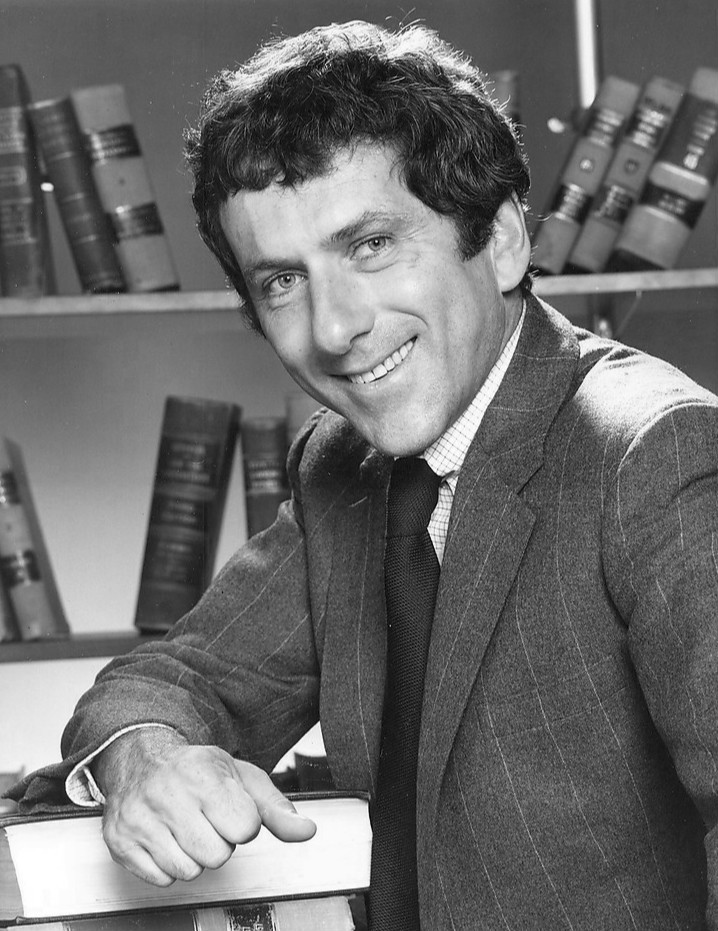
Barry Newman (1930–2023)

- Newman, Bonnie (* 1945), US-amerikanische Hochschullehrerin und Politikerin (Republikanische Partei)
- Newman, Campbell (* 1963), australischer Politiker (Liberale Nationalpartei Queensland)
- Newman, Cecil F. S. (1914–1984), nordirischer Fotograf, Stadt- und Landschaftsplaner
- Newman, Charles (1901–1978), US-amerikanischer Liedtexter und Komponist
- Newman, Chris (* 1958), britischer Komponist, Maler, Autor und Performancekünstler
- Newman, Christopher (1940–2025), US-amerikanischer Tontechniker und dreifacher Oscarpreisträger
- Newman, Clancy (* 1977), US-amerikanischer Cellist und Komponist
- Newman, Daniel (* 1976), britischer Filmschauspieler und Filmproduzent
- Newman, Dava (* 1964), US-amerikanische Ingenieurin und Hochschullehrerin
- Newman, David (1933–2009), amerikanischer Tenorsaxophonist
- Newman, David (1937–2003), US-amerikanischer Redakteur, Drehbuchautor und Filmproduzent
- Newman, David (* 1954), US-amerikanischer Komponist
- Newman, David Thomas, US-amerikanischer Schauspieler und Filmproduzent
- Newman, Donald (1930–2007), US-amerikanischer Mathematiker
- Newman, Edward (1801–1876), englischer Entomologe, Botaniker und Schriftsteller
- Newman, Edwin (1919–2010), US-amerikanischer Journalist
- Newman, Emil (1911–1984), US-amerikanischer Filmkomponist
- Newman, Ernest (1868–1959), englischer Musikkritiker
- Newman, Eve (1915–2003), US-amerikanische Filmeditorin
- Newman, Ezra Ted (1929–2021), US-amerikanischer Physiker
- Newman, Floyd (1931–2023), US-amerikanischer Saxophonist
- Newman, Francis († 1660), englischer Kolonialgouverneur in Amerika
- Newman, Frank N. (* 1942), US-amerikanischer Banker und Finanzminister
- Newman, Griffin (* 1989), US-amerikanischer Schauspieler
- Newman, Henry P. (1868–1917), deutscher Kaufmann und Kunstsammler
- Newman, Howard A. (1921–2006), amerikanischer Investment- und Eisenbahnmanager
- Newman, Jack (* 2002), schottischer Fußballspieler
- Newman, Jaime Ray (* 1978), US-amerikanische SchauspielerinJaime Ray Newman (* 1978)

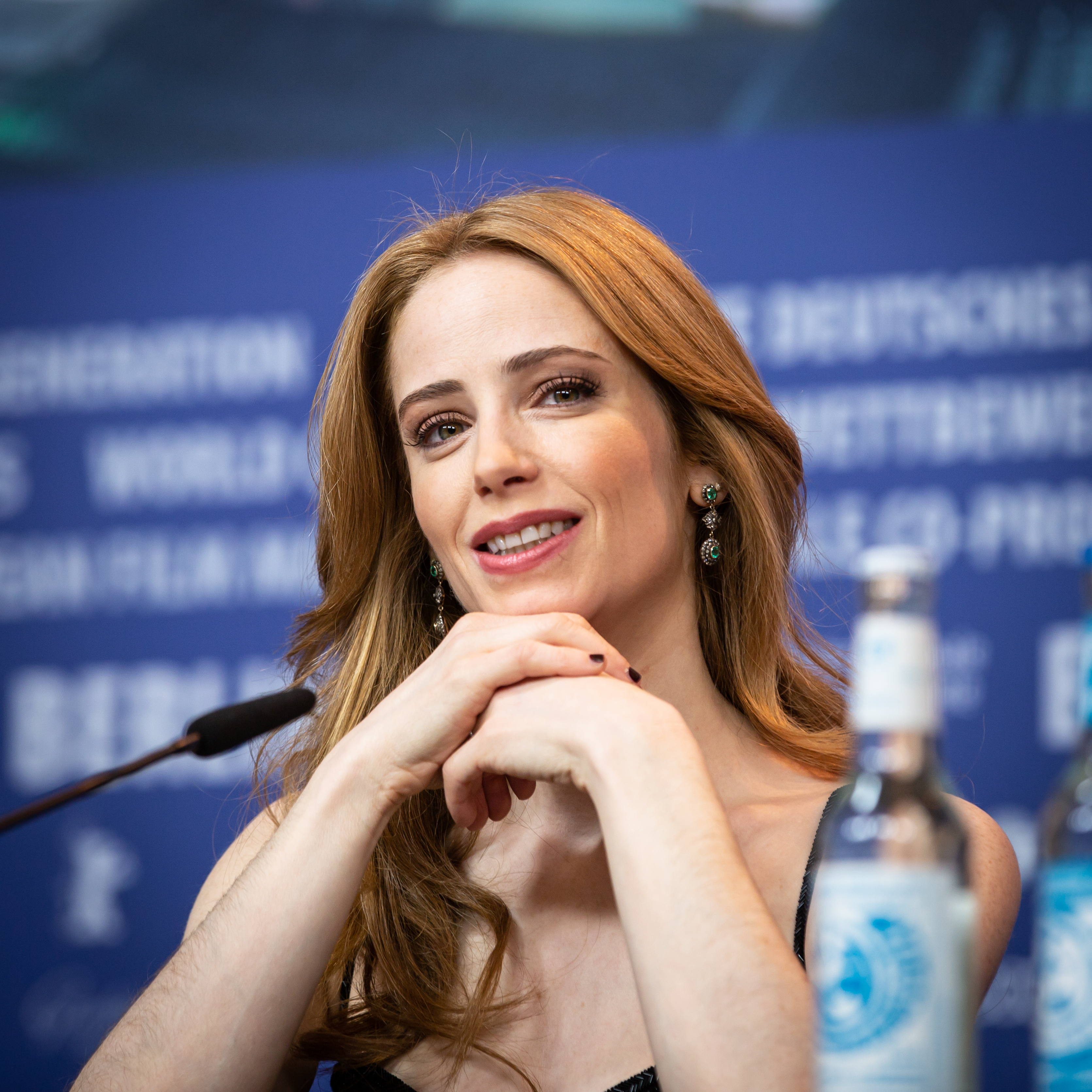
Jaime Ray Newman (* 1978)

- Newman, James (* 1985), britischer Sänger und Singer-Songwriter
- Newman, James (* 1992), US-amerikanischer Schauspieler
- Newman, James H. (* 1956), US-amerikanischer Astronaut
- Newman, James R. (1902–1964), US-amerikanischer Erziehungswissenschaftler und Militärgouverneur in Hessen
- Newman, James R. (1907–1966), US-amerikanischer Anwalt und Autor von Mathematikliteratur
- Newman, James W. (* 1841), US-amerikanischer Zeitungsmann, Bankier und Politiker
- Newman, Jimmy C. (1927–2014), US-amerikanischer Country-Sänger
- Newman, Joe (1922–1992), amerikanischer Jazztrompeter
- Newman, Joey (* 1976), US-amerikanischer Komponist
- Newman, John (1786–1859), britischer Architekt
- Newman, John (1910–1967), kanadischer Eishockeyspieler
- Newman, John (1916–1974), britischer Hochspringer
- Newman, John (* 1990), britischer Soulsänger
- Newman, John Henry (1801–1890), britischer anglikanischer, dann römisch-katholischer Priester und Theologe; KardinalJohn Henry Newman (1801–1890)

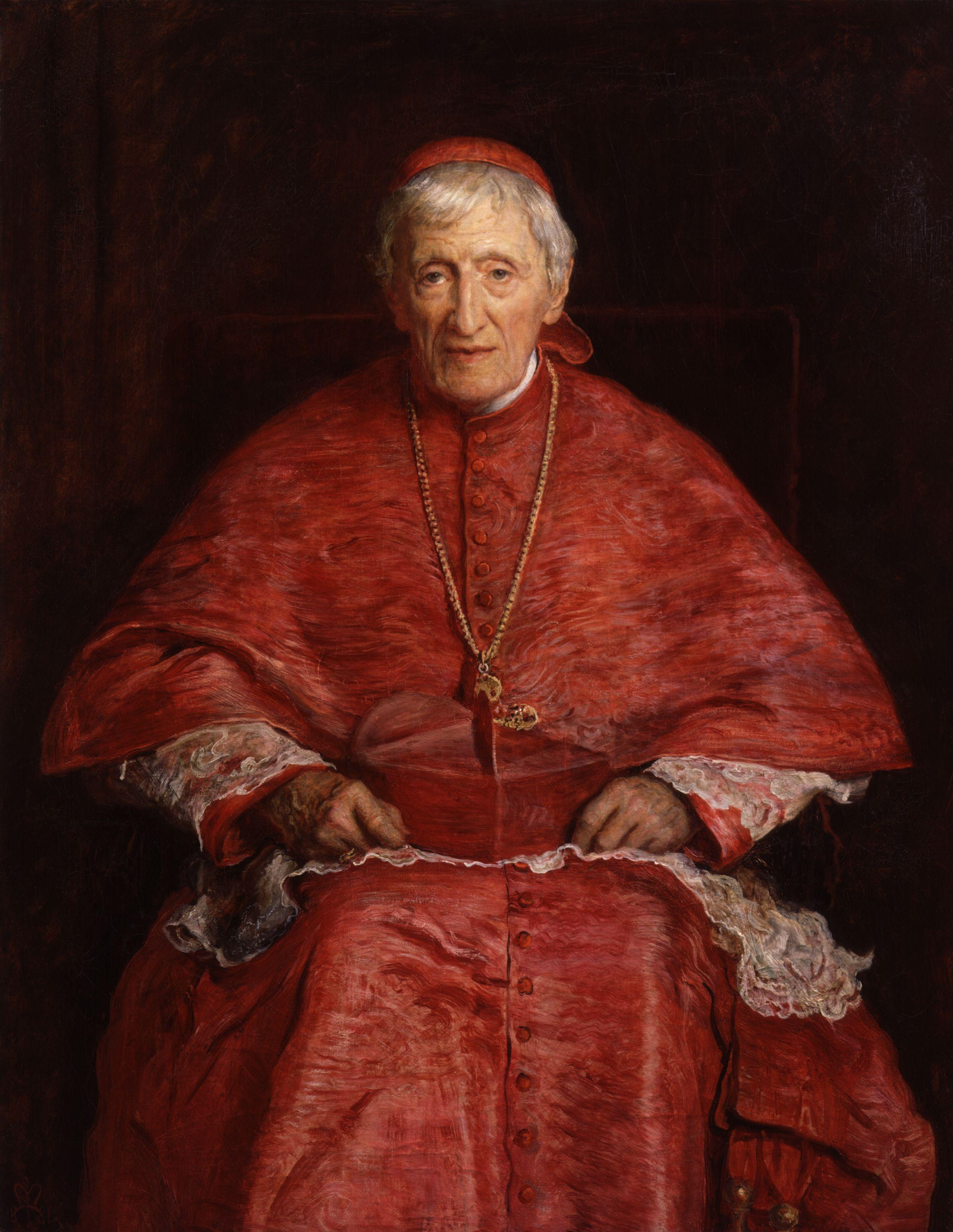
John Henry Newman (1801–1890)

- Newman, John M. (* 1950), US-amerikanischer Major, Hochschullehrer und Buchautor
- Newman, Joseph M. (1909–2006), US-amerikanischer Regisseur
- Newman, Karl Johannes (1913–2005), deutsch-britischer Politikwissenschaftler
- Newman, Kim (* 1959), britischer Filmkritiker, Journalist und Schriftsteller des Horrorgenres
- Newman, Laraine (* 1952), US-amerikanische Schauspielerin, Synchronsprecherin und Comedian
- Newman, Lea Bertani Vozar (1926–2024), amerikanische Literaturwissenschaftlerin
- Newman, Lee († 1995), britische Techno-Produzentin
- Newman, Lesléa (* 1955), US-amerikanische Autorin
- Newman, Leslie J., australische Meeresbiologin
- Newman, Lionel (1916–1989), US-amerikanischer Filmkomponist, Musikdirektor und Dirigent
- Newman, Lotte (1929–2019), deutsch-britische Medizinerin und Hochschullehrerin
- Newman, Luther (1894–1964), US-amerikanischer Techniker
- Newman, Marie (* 1964), US-amerikanische Politikerin der Demokratischen Partei
- Newman, Mark, britischer Physiker
- Newman, Marvin E. (1927–2023), US-amerikanischer Fotograf
- Newman, Matthew, britischer Filmeditor
- Newman, Max (1897–1984), britischer Mathematiker und Kryptologe
- Newman, Melissa (* 1961), US-amerikanische Schauspielerin
- Newman, Melvin Spencer (1908–1993), US-amerikanischer Chemiker
- Newman, Michael (1957–2024), US-amerikanischer Rettungsschwimmer, Feuerwehrmann und Schauspieler
- Newman, Nanette (* 1934), britische Schauspielerin und Schriftstellerin
- Newman, Oliver Peck (1877–1956), US-amerikanischer Politiker
- Newman, Paul (1925–2008), US-amerikanischer SchauspielerPaul Newman (1925–2008)

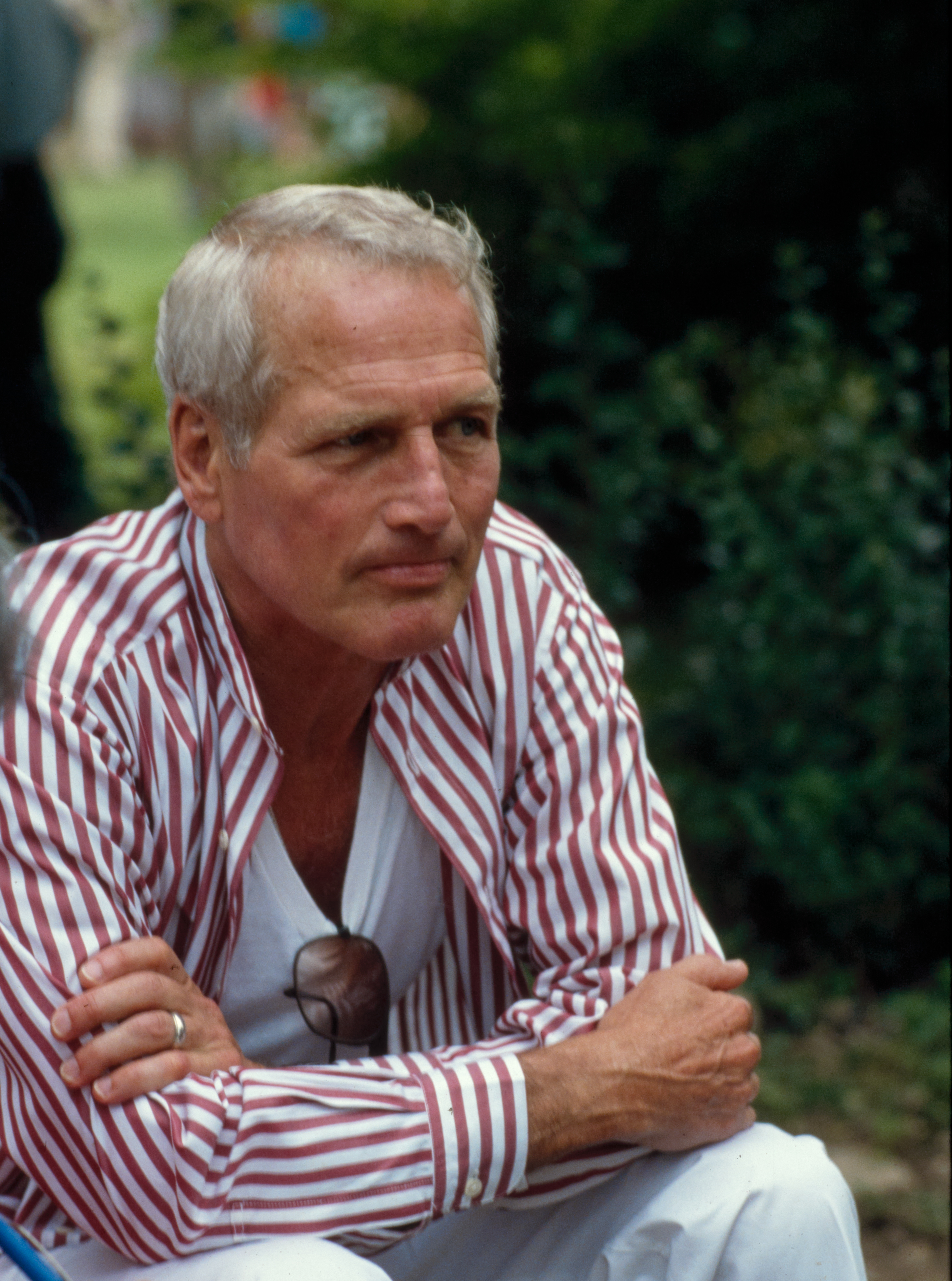
Paul Newman (1925–2008)

- Newman, Pauline (* 1927), US-amerikanische Bundesrichterin
- Newman, Peter (Tennisspieler), australischer Tennisspieler
- Newman, Peter C. (1929–2023), kanadischer Schriftsteller und Journalist
- Newman, Randy (* 1943), US-amerikanischer Sänger/Songwriter, Pianist und Komponist
- Newman, Red (1887–1952), kanadischer Komiker und Sänger
- Newman, Robert (* 1958), US-amerikanischer Schauspieler
- Newman, Robert G. (1937–2018), US-amerikanischer Arzt, Wissenschaftler, Gesundheitsmanager und Philanthrop
- Newman, Rosie (1896–1988), britische Amateurfilmerin
- Newman, Roy (1899–1981), US-amerikanischer Country-Musiker
- Newman, Roy (1922–1970), US-amerikanischer Autorennfahrer
- Newman, Ryan (* 1977), US-amerikanischer Rennfahrer der NASCAR-Sprint-Cup-Serie
- Newman, Sandra (* 1965), US-amerikanische Schriftstellerin
- Newman, Saul (* 1972), australischer Politikwissenschaftler
- Newman, Scott (1950–1978), US-amerikanischer Schauspieler und Stuntman
- Newman, Seymour (* 1953), jamaikanischer Leichtathlet
- Newman, Stuart A. (* 1945), US-amerikanischer Biologe
- Newman, Thomas (* 1955), US-amerikanischer Komponist von FilmmusikThomas Newman (* 1955)

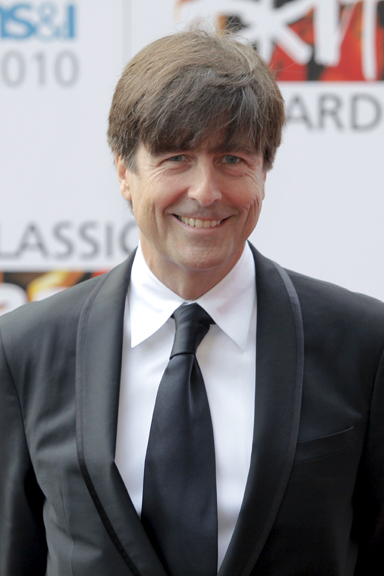
Thomas Newman (* 1955)

- Newman, Tom (1894–1943), englischer Billiards- und Snookerspieler
- Newman, Tom (* 1943), britischer Gitarrist und Musikproduzent
- Newman, Walter (1916–1993), US-amerikanischer Drehbuchautor
- Newman, William (1934–2015), US-amerikanischer Schauspieler
- Newman, William Clifford (1928–2017), US-amerikanischer römisch-katholischer Geistlicher, Weihbischof in Baltimore
- Newman, William Mendel (1902–1977), US-amerikanischer Historiker
- Newman, William R (* 1955), US-amerikanischer Chemiehistoriker
- Newman, William S. (1912–2000), amerikanischer Musikwissenschaftler, Pianist und Komponist
- Newman-Sherwood, William Henry (1812–1872), britisch-deutscher Arzt und Politiker
- Newmar, Julie (* 1933), US-amerikanische Schauspielerin, Sängerin und Tänzerin
- Newmarch, Johannah (* 1971), kanadische Schauspielerin
- Newmarch, Rosa (1857–1940), englische Musikschriftstellerin
- Newmark, Benjamin L. (* 1984), US-amerikanischer Schauspieler
- Newmark, Catherine (* 1976), Schweizer Philosophin und Kulturjournalistin
- Newmark, Craig (* 1952), US-amerikanischer Internet-Unternehmer und Gründer der Internetplattform Craigslist
- Newmark, John (1904–1991), deutsch-kanadischer Pianist
- Newmark, Lily (* 1994), britische Schauspielerin und ModelLily Newmark (* 1994)

Lily Newmark (* 1994)

- Newmark, Nathan M. (1910–1981), US-amerikanischer Bauingenieur
- Newmark, Peter (1916–2011), britischer Übersetzungswissenschaftler und Linguist
- Newmark, Tim (* 1993), australischer Eishockeyspieler
- Newmerschizki, Iwan Alexandrowitsch (* 1984), russischer Rennrodler
- Newmeyer, Fred C. (1888–1967), US-amerikanischer Schauspieler und Filmregisseur, ein Veteran der stummen Slapstick-Komödie
- Newmyer, Robert F. (1956–2005), US-amerikanischer Filmproduzent
- Newmywaka, Dmytro (* 1984), ukrainischer Fußballspieler

### Newn
- Newnan, Daniel († 1851), US-amerikanischer Politiker
- Newnes, George (1851–1910), britischer Zeitungsverleger und Politiker
- Newnham, Emily (* 2004), britische Hürdenläuferin
- Newnham, Nicole, US-amerikanische Dokumentarfilmerin, Drehbuchautorin und Filmproduzentin
- Newnham, Thomas Oliver (1926–2010), neuseeländischer Lehrer und politischer Aktivist
- Newnham, William (1790–1865), englischer Arzt

### Newo
- Newodtschikow, Michail Wassiljewitsch (* 1706), russischer Kaufmann, Vermesser und Kartograf
- Newolin, Konstantin Alexejewitsch (1806–1855), russischer Rechtshistoriker und Universitätsrektor

### Newp
- Newport, Cal (* 1982), US-amerikanischer Sachbuchautor und Informatiker
- Newport, Christopher († 1617), englischer Seefahrer und Pirat
- Newport, Curt (* 1950), US-amerikanischer Unterwasserspezialist
- Newport, Elissa L. (* 1947), US-amerikanische Neurologin
- Newport, George (1803–1854), britischer Anatom, Chirurg und Zoologe
- Newport, Richard († 1318), englischer Geistlicher
- Newport, Vivienne (1951–2015), englische Tänzerin und Choreografin

### Newr
- Newrew, Nikolai Wassiljewitsch (1830–1904), russischer Maler
- Newrkla, Jennifer (* 1984), österreichische Schauspielerin
- Newrzella, Michael (1967–1993), deutscher GSG-9-Beamter, RAF-Opfer

### News
- Newsam, Albert (1809–1864), US-amerikanischer Zeichner und Lithograf
- Newsam, Bartholomew († 1593), englischer Hofuhrmacher von Elisabeth I.
- Newsham, Joseph P. (1837–1919), US-amerikanischer Politiker
- Newski, Brett, nordamerikanischer Nomade
- Newski, Nikolai Alexandrowitsch (1892–1945), russischer Ethnologe
- Newski, Sergej Pawlowitsch (* 1972), russischer Komponist
- Newski, Wladimir Iwanowitsch (1876–1937), russischer Revolutionär, Politiker und Historiker
- Newslin, Leonid Borissowitsch (* 1959), israelischer Unternehmer
- Newsom, David D. (1918–2008), US-amerikanischer Diplomat, Hochschullehrer und Autor
- Newsom, Gavin (* 1967), US-amerikanischer PolitikerGavin Newsom (* 1967)

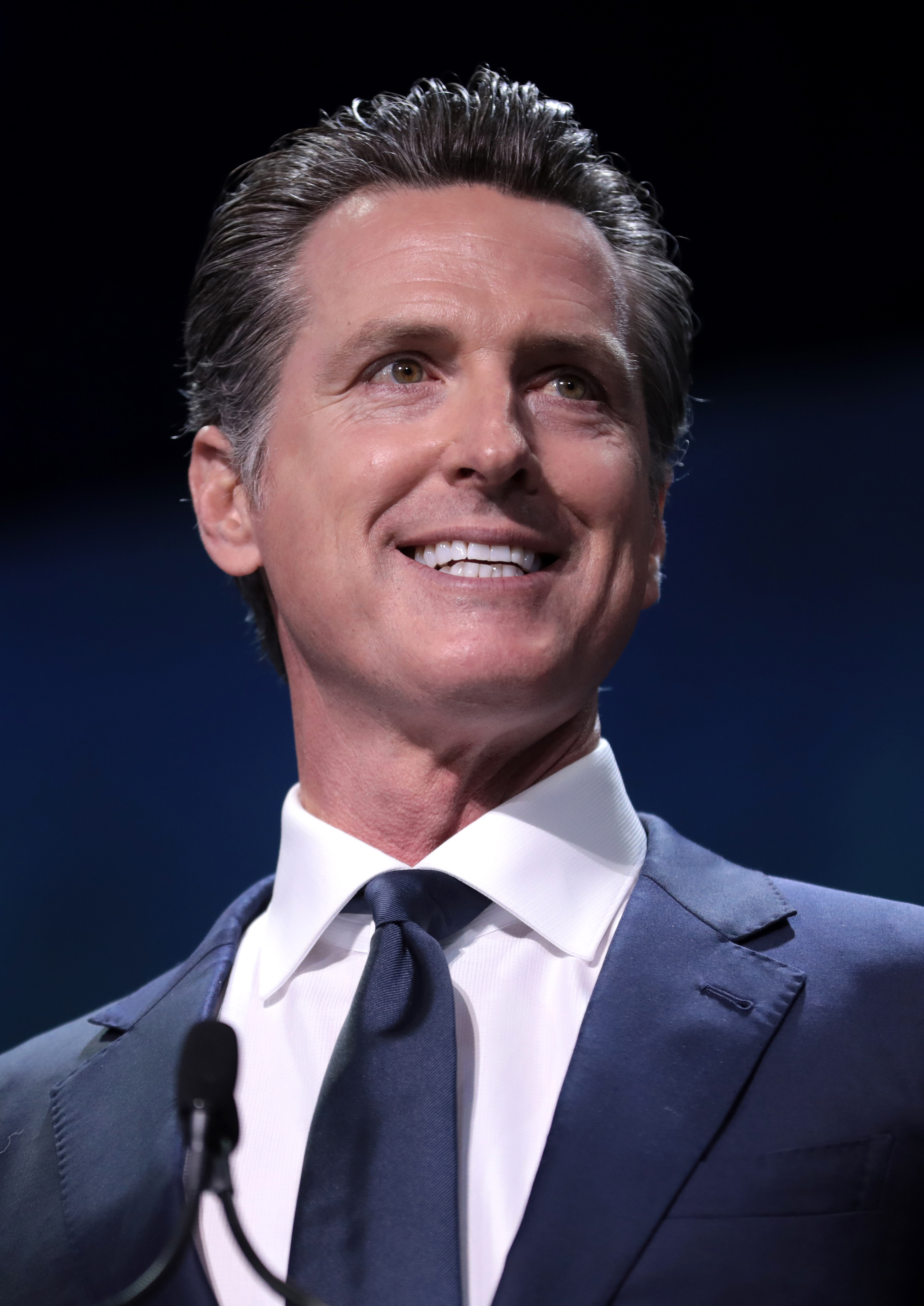
Gavin Newsom (* 1967)

- Newsom, Joanna (* 1982), US-amerikanische Singer-Songwriterin, Harfenistin und Pianistin
- Newsome Drennan, Natasha, irische Politikerin (Sinn Féin)
- Newsome, Grant (* 1963), australischer Sänger (hoher Bariton) und Tänzer
- Newsome, Greg II (* 2000), US-amerikanischer American-Football-Spieler
- Newsome, John P. (1893–1961), US-amerikanischer Geschäftsmann und Politiker
- Newsome, Jon (* 1970), englischer Fußballspieler
- Newsome, Ozzie (* 1956), US-amerikanischer American-Football-Spieler und -Funktionär
- Newsome, Paula, US-amerikanische Schauspielerin
- Newsome, Sam (* 1965), US-amerikanischer Jazzsaxophonist
- Newsome, Sammy (1901–1970), britischer Autorennfahrer
- Newsome, Tawny (* 1983), US-amerikanische Schauspielerin und Komikerin
- Newsome, William (* 1952), US-amerikanischer Neurowissenschaftler
- Newson, Jared (* 1984), US-amerikanischer Basketballspieler
- Newson, Marc (* 1963), australischer Designer
- Newsorow, Alexander Glebowitsch (* 1958), russischer Journalist, Reporter, Moderator und Publizist
- Newsorow, Andrei (* 1966), kasachischer Skilangläufer
- Newsorow, Maxim Iwanowitsch († 1827), russischer Dichter und Publizist
- Newsorow, Wladimir Michailowitsch (* 1952), sowjetisch-russischer Judoka und Olympiasieger
- Newsorowa, Tatjana Anatoljewna (* 1987), russische Rennrodlerin
- Newstead, Helaine (1906–1981), US-amerikanische Philologin
- Newstead, Isabel (1955–2007), britische Behindertensportlerin
- Newstead, Robert (1859–1947), britischer Entomologe und Archäologe
- Newsted, Jason (* 1963), US-amerikanischer Musiker, Bassist der Metal-Band MetallicaJason Newsted (* 1963)

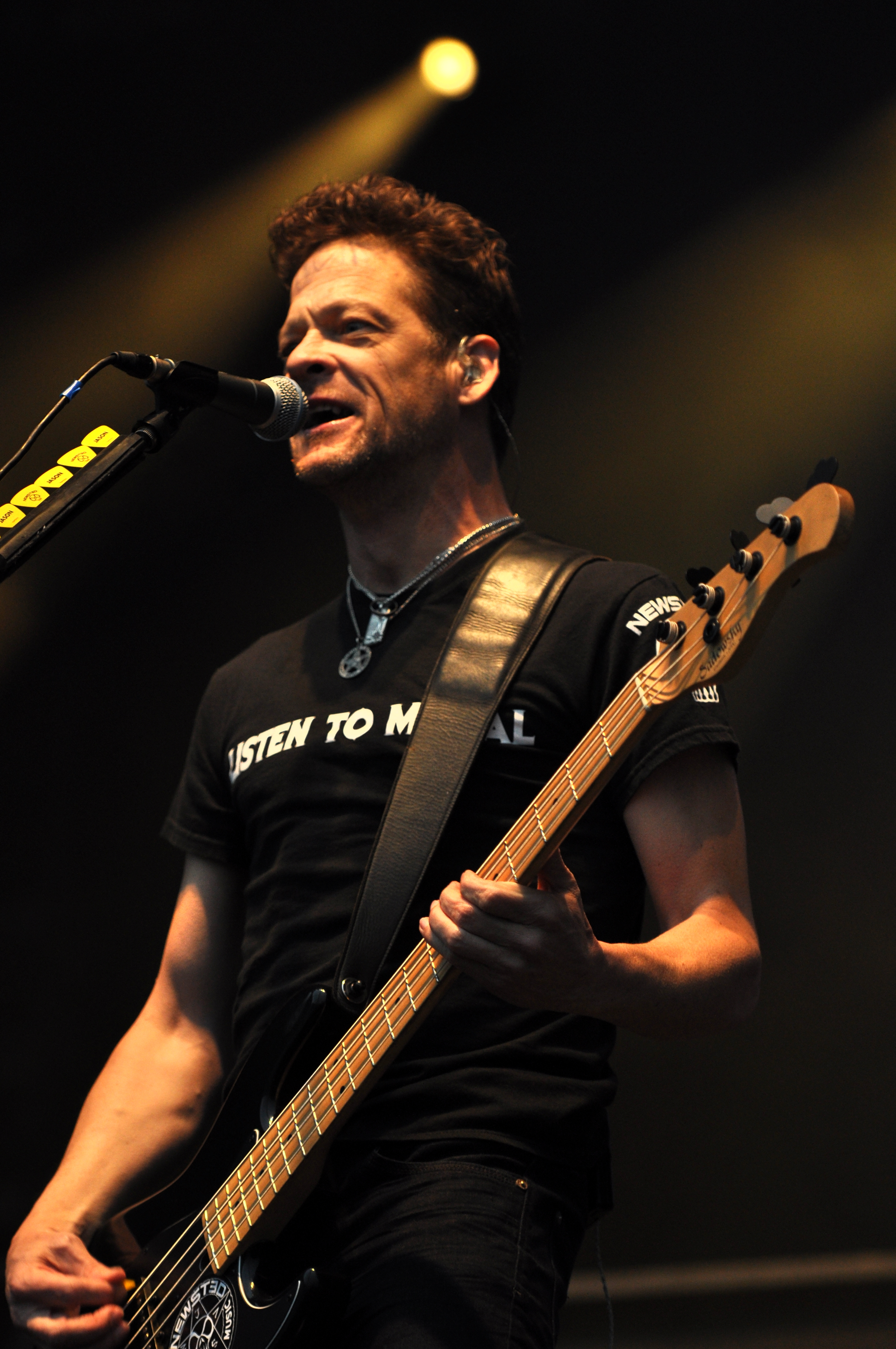
Jason Newsted (* 1963)

### Newt
- Newth, David Richmond (1921–1988), britischer Zoologe und Hochschullehrer
- Newth, Eirik (* 1964), norwegischer Sachbuchautor, freier Schriftsteller und Übersetzer
- Newton Robinson, Charles (1853–1913), britischer Fechter und Barrister
- Newton, A. Richard (1951–2007), australischer Informatiker
- Newton, Alan (1931–2023), britischer Radrennfahrer
- Newton, Alfred (1829–1907), britischer Zoologe und Ornithologe
- Newton, Alfred Francis (* 1944), US-amerikanischer Entomologe
- Newton, Arthur (1883–1950), US-amerikanischer Langstreckenläufer
- Newton, Basil Cochrane (1889–1965), britischer Botschafter
- Newton, Becki (* 1978), US-amerikanische SchauspielerinBecki Newton (* 1978)

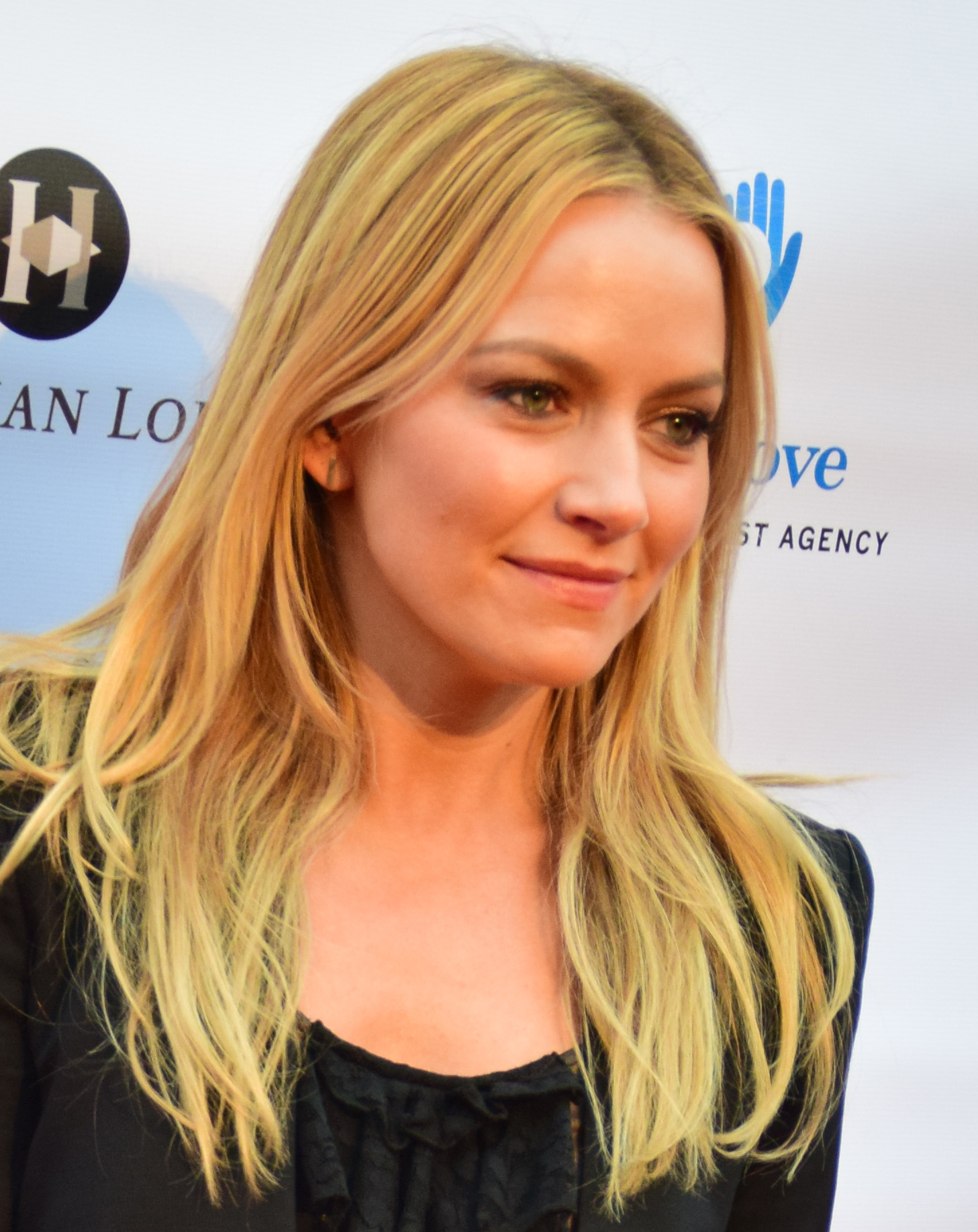
Becki Newton (* 1978)

- Newton, Benjamin Wills (1807–1899), evangelischer Theologe
- Newton, Brooke (* 1986), US-amerikanische Schauspielerin und Synchronsprecherin
- Newton, Cam (* 1950), kanadischer Eishockeytorwart
- Newton, Cam (* 1989), amerikanischer American-Football-Spieler
- Newton, Charles D. (1861–1930), US-amerikanischer Jurist und Politiker
- Newton, Charles Thomas (1816–1894), britischer Klassischer Archäologe
- Newton, Cherubusco (1848–1910), US-amerikanischer Politiker
- Newton, Chris (* 1956), neuseeländische Tennisspielerin
- Newton, Chris (* 1973), britischer Radrennfahrer
- Newton, Cleveland A. (1873–1945), US-amerikanischer Politiker
- Newton, Curt, US-amerikanischer Jazzschlagzeuger
- Newton, David (* 1958), schottischer Jazzpianist
- Newton, Don (1934–1984), US-amerikanischer Comiczeichner
- Newton, Donna, neuseeländische Squashspielerin
- Newton, Eben (1795–1885), US-amerikanischer Politiker (United States Whig Party)
- Newton, Eddie (* 1971), englischer Fußballspieler und -trainer
- Newton, Edward (1832–1897), britischer Kolonial-Administrator und Ornithologe
- Newton, Ernest (1856–1922), britischer Architekt
- Newton, Esther (* 1940), US-amerikanische Anthropologin und Hochschullehrerin
- Newton, Frances Elaine (1965–2005), US-amerikanische Frau, die wegen dreifachem Mordes zum Tode verurteilt wurde
- Newton, Francis (1874–1946), US-amerikanischer Golfer
- Newton, Francisco (1864–1909), portugiesischer Naturforscher
- Newton, Frankie (1906–1954), US-amerikanischer Jazz-Trompeter des Swing
- Newton, Greg (* 1963), britischer Radrennfahrer
- Newton, Greg (* 1974), kanadischer Basketballspieler
- Newton, Helmut (1920–2004), deutsch-australischer Fotograf
- Newton, Henry (* 1944), englischer Fußballspieler
- Newton, Henry Edward (1873–1961), englischer Geistlicher und Bergsteiger
- Newton, Henry Jotham (1823–1895), US-amerikanischer Erfinder, Fotograf, Spiritualist und Theosoph
- Newton, Hubert Anson (1830–1896), US-amerikanischer Astronom und Mathematiker
- Newton, Huey (1942–1989), US-amerikanischer Gründer der Black Panther Party
- Newton, Ian (* 1940), britischer Ornithologe
- Newton, Isaac (1643–1727), englischer Physiker, Astronom und MathematikerIsaac Newton (1643–1727)
- Newton, James, Mathematiker

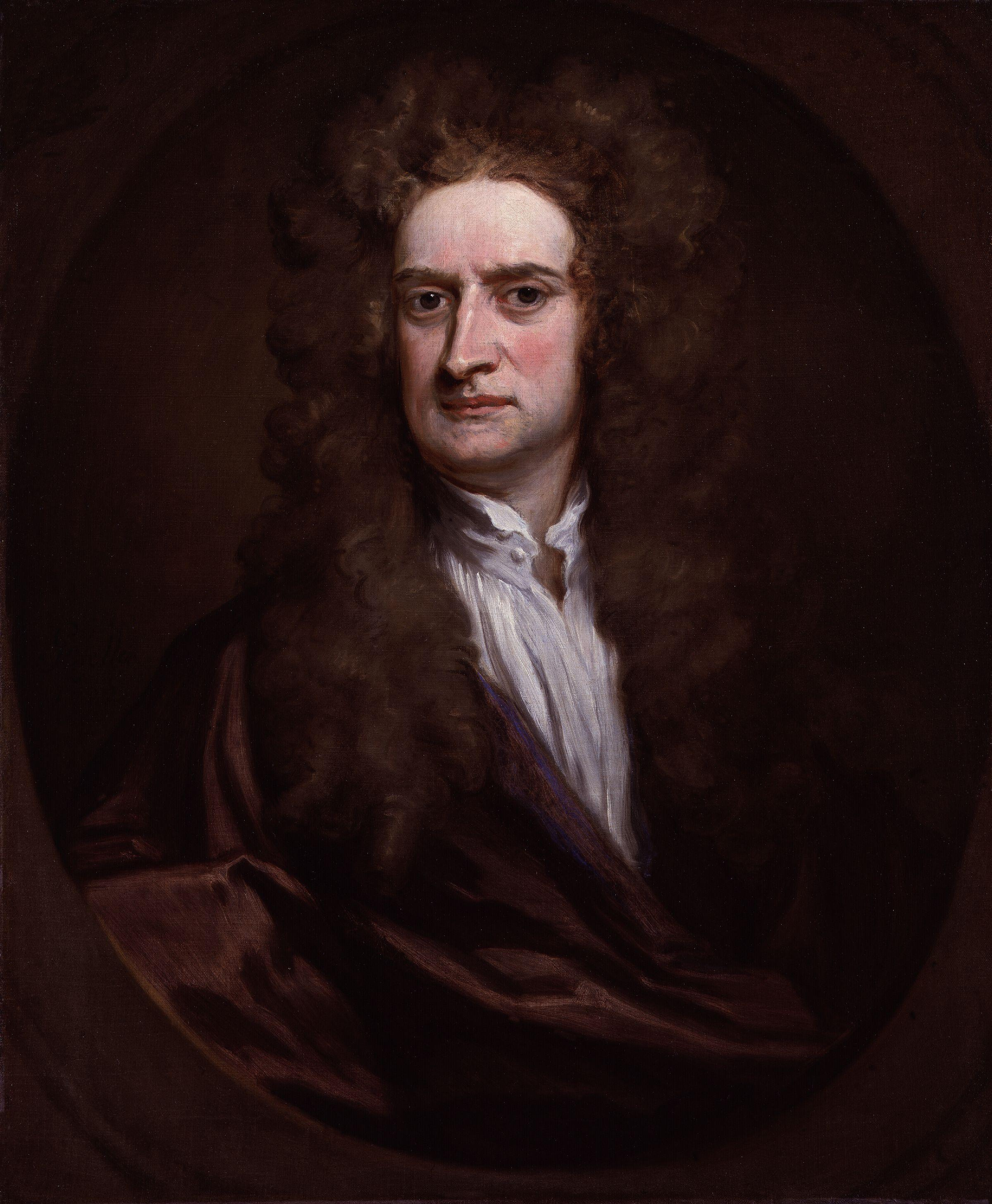
Isaac Newton (1643–1727)

- Newton, James (* 1953), US-amerikanischer Jazzflötist und Komponist
- Newton, James (* 1992), deutsch-britischer Schauspieler und Musiker
- Newton, John (1725–1807), britischer Sklavenhändler, später Gegner der Sklaverei, Kirchenlieddichter
- Newton, John (1823–1895), US-amerikanischer Offizier, Brigadegeneral der US-Army
- Newton, John (1936–2012), englischer Snookerschiedsrichter
- Newton, John (* 1965), US-amerikanischer Schauspieler
- Newton, Juice (* 1952), US-amerikanische Country-Pop-Sängerin
- Newton, June (1923–2021), australische Fotografin
- Newton, Kathryn (* 1997), US-amerikanische SchauspielerinKathryn Newton (* 1997)

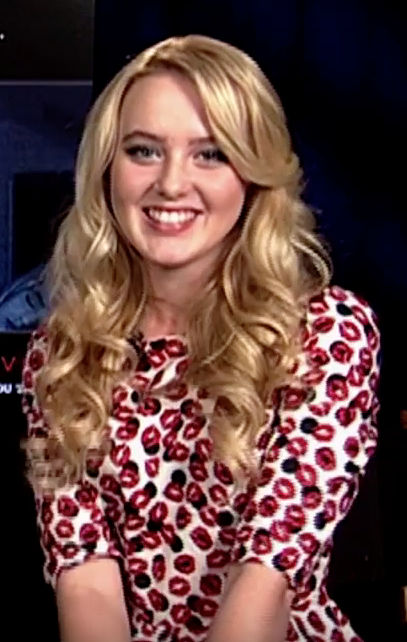
Kathryn Newton (* 1997)

- Newton, Keith (1941–1998), englischer Fußballspieler
- Newton, Keith (* 1952), britischer ehemaliger anglikanischer Bischof und römisch-katholischer Geistlicher
- Newton, Lauren (* 1952), US-amerikanische Sängerin, Komponistin und Hochschullehrerin
- Newton, Lee-Roy (* 1978), südafrikanischer Sprinter
- Newton, Leonard Eric (* 1936), ghanaischer Botaniker
- Newton, Lilias Torrance (1896–1980), kanadische Malerin und Kunstpädagogin
- Newton, Lloyd W. (* 1942), US-amerikanischer Offizier, General der US Air Force
- Newton, Luke (* 1993), britischer Schauspieler
- Newton, Margaret (1887–1971), kanadische Botanikerin
- Newton, Margit Evelyn (* 1960), italienische Schauspielerin
- Newton, Michael (1931–2016), US-amerikanischer Hypnotherapeut
- Newton, Mika (* 1986), ukrainische Sängerin
- Newton, Mike (* 1960), englischer Rennfahrer und Unternehmer
- Newton, Nate (* 1961), US-amerikanischer American-Football-Spieler
- Newton, Omari, kanadischer Schauspieler
- Newton, Rarmian (* 1993), australischer Schauspieler
- Newton, Richard (1777–1798), britischer Karikaturist
- Newton, Richard (* 1948), US-amerikanischer Performance- und Installationskünstler
- Newton, Robert (1905–1956), britischer Schauspieler
- Newton, Robert Russell (1918–1991), US-amerikanischer Physiker und Astronom
- Newton, Roger G. (1924–2018), US-amerikanischer theoretischer Physiker
- Newton, Samuel (1881–1944), kanadischer Sportschütze
- Newton, Shaun (* 1975), englischer Fußballspieler
- Newton, Teddy (* 1964), US-amerikanischer Animator, Regisseur und Schauspieler
- Newton, Terry (* 1978), englischer Rugby-League-Spieler
- Newton, Thandiwe (* 1972), britische SchauspielerinThandiwe Newton (* 1972)

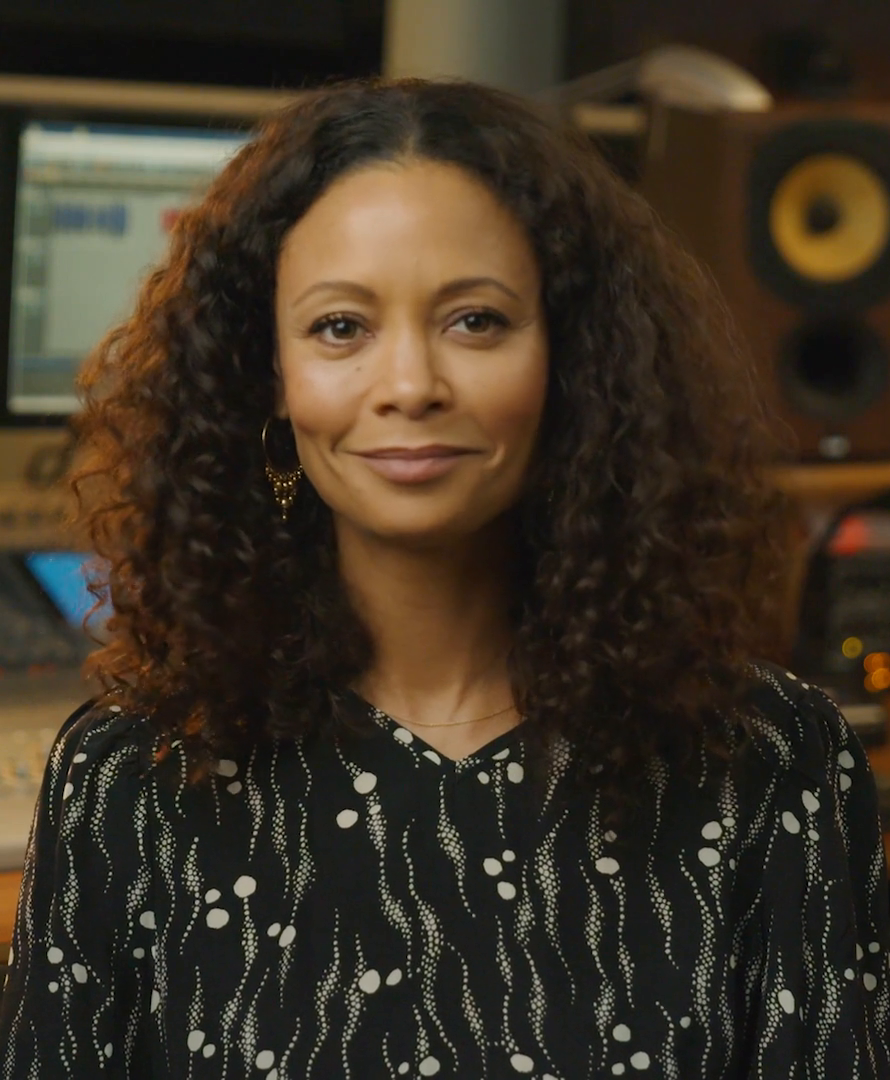
Thandiwe Newton (* 1972)

- Newton, Thomas junior (1768–1847), US-amerikanischer Politiker
- Newton, Thomas Willoughby (1804–1853), US-amerikanischer Politiker
- Newton, Tommy (* 1957), deutscher Rockgitarrist und Musikproduzent
- Newton, Tony, US-amerikanischer Bassgitarrist und Keyboarder
- Newton, Tony (1937–2012), britischer Politiker (Conservative Party), Mitglied des House of Commons
- Newton, Walter (1880–1941), US-amerikanischer Politiker
- Newton, Wayne (* 1942), US-amerikanischer Popsänger, Schauspieler und Entertainer
- Newton, Wes (* 1977), englischer Dartspieler
- Newton, William (1735–1790), britischer Architekt
- Newton, Willoughby (1802–1874), US-amerikanischer Politiker
- Newton-Haydon, Harvey (* 1988), britisches Model
- Newton-John, Emerson (* 1974), US-amerikanischer Automobilrennfahrer
- Newton-John, Olivia (1948–2022), britisch-australische Sängerin, Songwriterin, Schauspielerin und Brustkrebs-AktivistinOlivia Newton-John (1948–2022)

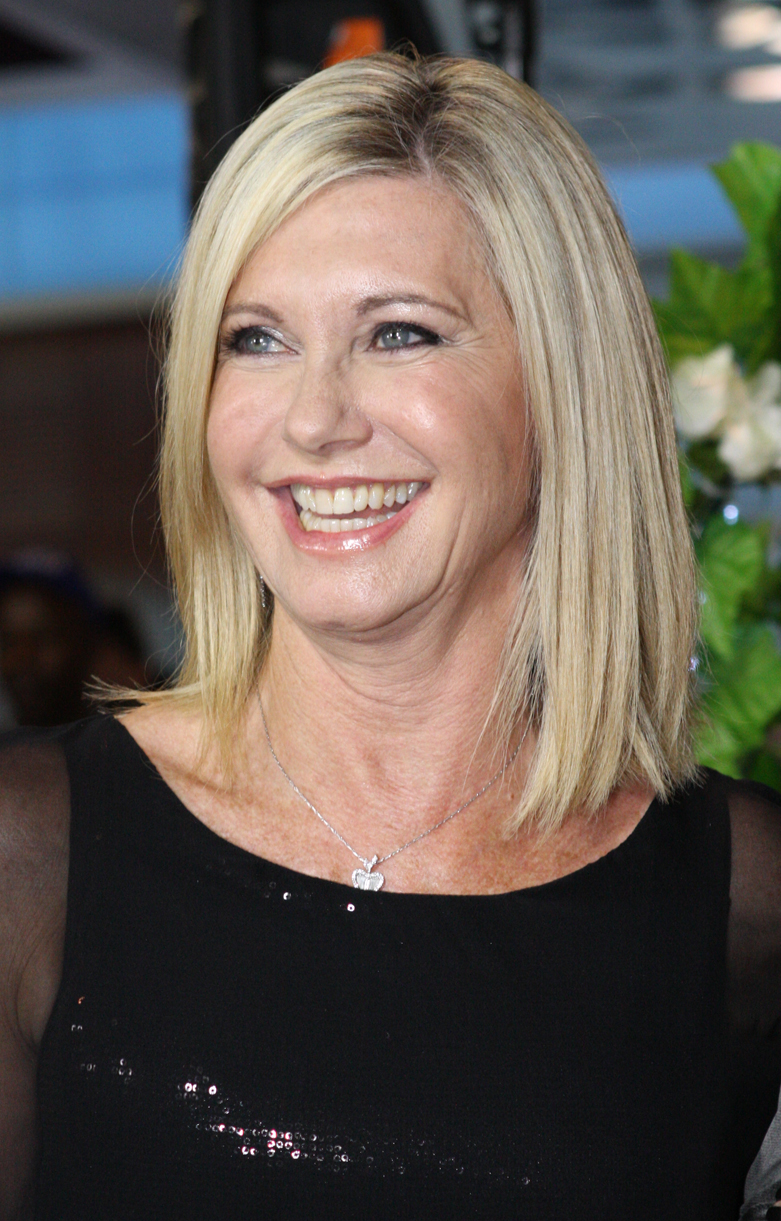
Olivia Newton-John (1948–2022)

- Newton-Smith, Camryn (* 2000), australische Leichtathletin

### Newz
- Newzella, Elisabeth (* 1951), österreichische Ethnologin, Schriftstellerin und Malerin